# Глазово (Можайский район)
Глазово — деревня в Можайском районе Московской области в составе сельского поселения Горетовское. Численность постоянного населения по Всероссийской переписи 2010 года — 7 человек, в деревне числятся 4 улицы и переулок. До 2006 года Глазово входило в состав Глазовского сельского округа. В деревне находилась Преображенская церковь 1869 года постройки, практически разрушенная в 1941—1942 годах и вскоре разобранная.
Деревня расположена на севере центральной части района, примерно в 20 км к северо-западу от Можайска, на восточном берегу Можайского водохранилища, высота центра над уровнем моря 186 м. Ближайшие населённые пункты в 1 км — Лубёнки на северо-запад, Крылатки и Поздняково — на противоположном берегу водохранилища.